# Calidroides
Calidroides is een geslacht van wantsen uit de familie van de Miridae (Blindwantsen). Het geslacht werd voor het eerst wetenschappelijk beschreven door Schwartz in 2005.

## Soorten
Het genus bevat de volgende soorten:

- Calidroides negro Schwartz, 2005
- Calidroides schaffneri Schwartz, 2005